# Fresnedoso de Ibor
Fresnedoso de Ibor – gmina w Hiszpanii, w prowincji Cáceres, w Estramadurze, o powierzchni 54,66 km². W 2011 roku gmina liczyła 318 mieszkańców.